# 아르투르 나이포노프
아르투르 예디코비치 나이포노프(러시아어: Арту́р Э́дикович Найфо́нов, 러시아어 발음: [ɐrˈtur nɐɪ̯ˈfonəf], 1997년 5월 10일~)는 러시아의 레슬링 선수이다. 2020년 하계 올림픽 자유형 미들급 동메달을 획득했다.